# Orgilus sudzuchae
Orgilus sudzuchae är en stekelart som beskrevs av Sergey A. Belokobylskij och Taeger 1996. Orgilus sudzuchae ingår i släktet Orgilus och familjen bracksteklar. Inga underarter finns listade i Catalogue of Life.